# دانيلو باكي
دانيلو باكي (بالإيطالية: Danilo Bacchi)‏ هو لاعب كرة قدم إيطالي في مركز الدفاع، ولد في 8 فبراير 1983. لعب مع فيتربيسي 1908 ونادي جيلا.